# Măneciu
Măneciu é uma comuna romena localizada no distrito de Prahova, na região de Muntênia. A comuna possui uma área de 236.43 km² e sua população era de 11158 habitantes segundo o censo de 2007.